# Pierre de Menthon
Pour les articles homonymes, voir Famille de Menthon et Menthon (homonymie).
Pierre de Menthon, né le 7 octobre 1913 à Montmirey-la-Ville (Jura) et mort le 4 juin 1980 à Annecy, est un diplomate et homme politique français.
Ambassadeur de France au Chili au moment du coup d'État du 11 septembre 1973, il s'est distingué avec son épouse Françoise pour avoir accueilli des centaines de réfugiés politiques à l'ambassade, à Santiago.

## Biographie

### Vie familiale
Pierre Louis Bernard Marie Fidèle de Menthon naît le 7 octobre 1913 à Montmirey-la-Ville (Jura). Il est le fils d'Henri de Menthon et de Marguerite de Picot de Moras d'Aligny et est issu d'une vieille famille de la noblesse savoyarde.
Son frère aîné François de Menthon, né en 1900, deviendra ministre de la Justice dans le Gouvernement provisoire de la République française du général de Gaulle de septembre 1944 jusqu'au 8 mai 1945 après s'être illustré dans la Résistance.
Pierre de Menthon se fiance en juin 1945 avec Françoise Bordeaux-Montrieux, née en 1920 et veuve de l'officier français Jean Fauchier-Delavigne, décédé en 1940. Ils se marient le 8 août 1945 à Talmay. Ensemble, ils auront six enfants – deux filles, quatre fils : Claire Bernardine Marie de Menthon, Cécile Anne-Marie de Menthon, René de Menthon, Maurice de Menthon, Jean-Marie Bernard Fidèle de Menthon et Pierre-Henri de Menthon. Ce dernier a fait carrière dans le journalisme économique. En 2020, il était directeur délégué du magazine Challenges.
Pierre de Menthon décède le 4 juin 1980 à l'âge de 66 ans, son épouse Françoise le 14 avril 2019, à l'âge de 99 ans,.

### Carrière diplomatique
À Paris, entre 1954 et 1959, Pierre de Menthon est chargé des affaires soviétiques après la mort de Staline à l'administration centrale avant d'être conseiller à la délégation permanente de l'Otan à partir de février 1959. Il devient représentant permanent de la délégation française en 1964 puis à l'administration centrale aux Affaires culturelles et techniques entre 1964 et 1967. Dans Je témoigne, il écrit en 1979 : « J'étais bien placé pour suivre les affaires internationales qui me paraissent, avec le recul du temps, avoir été alors d'une particulière densité (1954-1964) ». Mais en novembre 1967, appelé pour aller au Québec, il est content d'échapper à une « routine (...) pesante ».
Pierre de Menthon occupe le poste de consul général de France à Québec du 5 décembre 1967 au mois décembre 1971 : « L'une de mes premières tâches sera de transformer ce poste, encore peu développé, en une sorte d'ambassade, avec un personnel beaucoup plus nombreux, des locaux agrandis et une plus large autonomie.» Un poste assez délicat, puisque le président français De Gaulle avait prononcé le 24 juillet 1967, dans un discours, la phrase « Vive le Québec libre ! ».
Il est ensuite nommé ambassadeur de France au Chili en janvier 1972, poste qu'il quitte en juillet 1974 pour l'ambassade en Irlande, où il va demeurer jusqu'en 1977. Selon son fils Pierre-Henri de Menthon, « il ne faisait pas de politique, étant haut-fonctionnaire ». Toutefois, Pierre de Menthon, avec l'accord de Maurice Couve de Murville, s'est présenté aux élections législatives de 1967 comme suppléant du candidat Pierre Grosperrin, un avocat membre du Mouvement républicain populaire. « Nous fûmes assez largement battus par la gauche réunie au deuxième tour, mais cette campagne, grâce aux contacts humains qu'elle permettait, m'intéressa beaucoup », se souvient le haut-fonctionnaire.

### Son action à l'ambassade du Chili

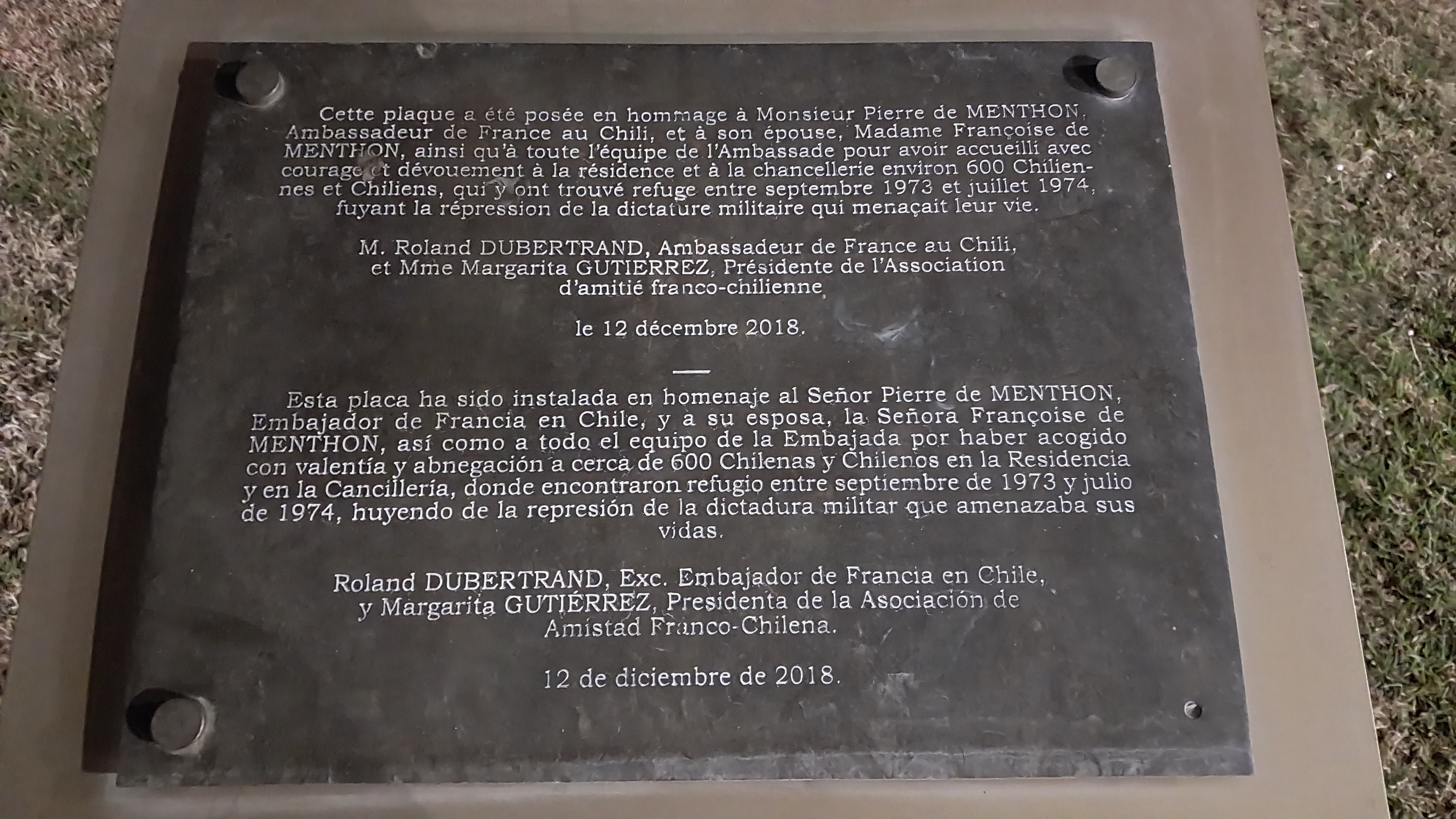
Plaque commémorative en hommage à Pierre et Françoise de Menthon dans la résidence de France au Chili

Pierre de Menthon demande à partir au Chili, curieux de ce pays qui « s'efforçait de sortir à la fois du ghetto communiste tel qu'on le connaissait jusqu'alors et du régime capitaliste où la liberté servait trop facilement d'alibi aux pires injustices », selon ses termes. Il est nommé ambassadeur au Chili, à Santiago, le 18 janvier 1972,. Il y atterrit en mars 1972. A son arrivée, il est notamment accueilli par Clodomiro Almeyda, alors ministre des affaires étrangères, et par le président Salvador Allende qu'il qualifie d' homme  « ouvert, généreux ».
Après le coup d'État du 11 septembre 1973, Pierre de Menthon et son épouse Françoise ont accueilli des militants qui s'étaient réfugiés dans l'ambassade. Mais le jour-même du coup d'État, Pierre de Menthon et son épouse se trouvaient en France, où ils étaient rentrés pour le mariage d'un de leurs fils, c'est Jean-Noël de Bouillane de Lacoste qui assurait l'intérim. Ils sont retournés au Chili le 21 septembre, le 23, Pierre de Menthon assiste aux obsèques du poète Pablo Neruda, mort de causes jamais élucidées.
Entre septembre 1973 et avril 1974, le couple a reçu des centaines de réfugiés. Plus de 300 « réfugiés politiques », se rappelle son fils Pierre-Henri de Menthon, qui était alors âgé d'une dizaine d'années et scolarisé à l'alliance française. De son côté, en février 1974, Le Monde évoque le chiffre de 834 réfugiés. Il était près de 600 selon l'ambassade de France à Santiago du Chili, qui a dévoilé le 12 décembre 2019 une plaque en hommage à Pierre de Menthon, à son épouse Françoise et à toute l’équipe de l’ambassade de l’époque, en présence de leur fils Pierre-Henri de Menthon. L'équipe de l'époque comprenait notamment Jean-Noël de Bouillane de Lacoste, premier conseiller, et Loïc Hennekinne, premier secrétaire. Selon Françoise de Menthon, ce qui a motivé son mari et elle dans leur action, c'est leur « foi chrétienne ». Durant cette période, l'Abbé Pierre s'est rendu deux fois à l'ambassade pour venir en aide à des réfugiés politiques chiliens.
Interrogé en janvier 1974, un sociologue et militant de gauche réfugié à l'ambassade raconte au Monde : « Tous deux ont été formidables. Ils n'ont juste gardé que leur chambre et celle de leur fils. L'ambassadeur venait toujours nous parler un peu le soir, il nous racontait la résistance au nazisme en France. Sa femme, qui a maigri de 5 kilos, se levait la nuit pour s'occuper des enfants. Il y avait une quarantaine de gosses. Elle avait engagé une jardinière d'enfants et une diététicienne spécialement pour eux. » Mais en France, l'action du couple n'a pas été toujours bien perçue : « Tous les gens de droite nous critiquaient énormément », se souvient Françoise de Menthon. De cette expérience au Chili, Pierre de Menthon retient en 1979 que « le respect des droits de l'homme doit être une obligation toujours plus présente à la conscience internationale ». Pour l'ambassadeur, qui espérait que le président chilien Eduardo Frei s'opposerait à la junte militaire, le gouvernement de Pinochet « portait atteinte de manière (...) extrême à tous les principes qu'il [Eduardo Frei] avait défendus pensant sa carrière : la dignité des autres, le respect des libertés, le sens social ».
L'« attitude magistrale » de Pierre de Menthon lui vaut d'être comparé à « un capitaine de navire humaniste et courageux », par L'Obs après avoir vu le documentaire de Carmen Castillo, Chili 1973 : une ambassade face au coup d’État. Le même documentaire témoigne des « vrais risques » encourues par le couple  « par rapport à la junte chilienne, mais aussi par rapport au pouvoir politique français », selon Le Monde. Pour le professeur de science politique Christian Lequesne, « certainement Pierre de Menthon et son épouse n’étaient-ils pas rassurés d’avoir dû transformer l’ambassade en camp de réfugiés, mais leur conscience morale ne leur permettait pas d’agir autrement. Cette capacité à empêcher le crime au nom de la primauté de la vie évoque cette forme supérieure de la vertu humaine qui est le courage. » Dans la préface de Je témoigne, Alain Peyrefitte écrit que « Pierre de Menthon offre (...) une image du diplomate qu'on a peu l'habitude d'oublier. Celle de l'absolu dévouement ».
Avec cette action humaniste, Pierre de Menthon s'inscrit dans les pas de son père Henri de Menthon, honoré à Jérusalem en 2012 à titre posthume comme « Juste parmi les nations » par Israël pour avoir sauvé trois enfants juifs durant la Shoah. Le passé de Henri de Menthon « a peut-être pu jouer inconsciemment dans l'attitude de mon père », reconnaît son fils Pierre-Henri de Menthon.

### Élu local
Au niveau local, Pierre de Menthon est maire de Choisey du 24 juin 1956 jusqu'en mars 1971, « toujours réélu facilement bien que le village comprît une forte proportion d'électeurs favorables à la gauche », précise-t-il. Après cette date, il ne conserve qu'un siège de conseiller municipal, jusqu'en 1977. On lui doit entre autres la construction d'une nouvelle école qui porte maintenant son nom, ainsi que la reconstruction, après sa destruction en 1944, du nouveau pont sur le Doubs. Le pont fut inauguré par le président Edgar Faure le 26 mars 1966, alors devenu ministre de l'Agriculture.

## Hommages
L'école de Choisey, commune dont il fut le maire, porte son nom.
En décembre 2018, l'ambassade de France au Chili dévoile dans les jardins de la résidence une plaque commémorative en hommage à Pierre et Françoise de Menthon,.
Depuis juillet 2023 et un vote du Conseil de Paris, l'allée principale du square Santiago-du-Chili, dans le 7e arrondissement de Paris, porte le nom d'allée Pierre-et-Françoise-de-Menthon, en mémoire de l'action du couple lors du coup d'État de 1973.

## Ouvrages
- Pierre de Menthon (préf. Alain Peyrefitte), Je témoigne : Québec 1967, Chili 1973 : (Avec les) Carnets de Suzanne de Menthon, Paris, Editions du cerf, coll. « Pour quoi je vis », juillet 1979, 150 p. (ISBN 978-2-204-01420-5, lire en ligne)
- Pierre de Menthon (préf. Sixte de Menthon), Une famille franc-comtoise : Richardot, Choisey, Menthon, Lons-le-Saunier, Marque-Maillard, 1983, 207 p. (ISBN 978-2-903900-06-9, lire en ligne)
- (es) Pierre et Françoise de Menthon (trad. Luis Pradenas Chuecas), El asilo contra la opresión : Embajada de Francia, Santiago – Chile, 1973, Chili, Museo de la Memoria y los Derechos Humanos, 2013 (lire en ligne)
- Alexis Catuhe, préface de Luc Capdevila, 1973. La France au Chili. Une histoire diplomatique, coll. "Recherches Amériques Latines", janvier 2025, 240 p.  (ISBN 978-2-336-45048-3)